# Hannah Viller Møller
Hannah Viller Møller (* 4. August 2001 in Hellerup) ist eine dänische Tennisspielerin.

## Karriere
Viller Møller spielt bislang überwiegend Turniere auf der ITF Women’s World Tennis Tour, wo sie bislang einen Titel im Doppel gewonnen hat.
Bei den Australian Open erreichte sie als Qualifikantin das Hauptfeld im Juniorinneneinzel, wo sie aber ihr Erstrundenmatch gegen Alina Tscharajewa mit 6:4, 1:6 und 4:6 verlor.
Sie gab 2019 ihr Debüt in der Dänischen Fed-Cup-Mannschaft, wo sie je eine Einzel und Doppel bestritt, aber beide Matches verlor.

## College Tennis
Seit 2021 spielt Viller Møller für die California Golden Bears der University of California.

## Turniersiege

### Doppel
| Nr. | Datum         | Turnier | Kategorie | Belag | Partnerin        | Finalgegnerinnen                      | Ergebnis  |
| --- | ------------- | ------- | --------- | ----- | ---------------- | ------------------------------------- | --------- |
| 1.  | 30. Juli 2022 | Vejle   | ITF W15   | Sand  | Valentina Ivanov | Klaudija Bubelytė Patricija Paukštytė | 6:2, 7:64 |

## Persönliches
Hannah ist die Tochter von Catrine Viller und Martin Møller und hat zwei Geschwister Rosa und Liva. Sie besuchte das Falkonergaardens Gymnasium und wohnt in Kopenhagen.